# Paul Ramírez
Paul Javier Vásquez Ramírez (Caracas, 30 luglio 1986 – 6 dicembre 2011) è stato un calciatore venezuelano, di ruolo attaccante.

## Biografia
Da tempo soffriva di un'infezione renale, muore lunedì 6 dicembre 2011 a causa di un ictus.

## Carriera

### Club
Ramírez ha iniziato la sua carriera in patria, nel Caracas FC. Nel 2004 si trasferisce alla Juventud Antoniana in Argentina. Successivamente ha vestito le maglie dell'Udinese, del Bellinzona, dell'Ascoli, dell'Unión Atlético Maracaibo giocando in 4 paesi (Venezuela, Argentina, Svizzera e Italia).

### Nazionale
Ha giocato con la propria nazionale under 20 e anche con la Nazionale maggiore.